# Olga Resnevič Signorelli
Malvina Ol'ga Resnevič Signorelli (Jaunsvirlaukas, 8 agosto 1883 – Roma, 17 dicembre 1973) è stata una giornalista, biografa e traduttrice russa.

## Biografia
Nata in Lettonia, allora parte dell'Impero russo, studiò medicina in Svizzera. Si trasferì poi in Italia nel 1904, proseguendo gli studi a Siena e Roma, laureandosi nel 1908 nella capitale. Conosciuto il medico Angelo Signorelli, convisse a lungo con lui e, senza mai sposarlo, ne ebbe tre figlie, Maria, Elena e Vera, e ne adottò il cognome che mantenne anche dopo la loro separazione. A casa di Ekaterina Botkina conobbe la scrittrice Sibilla Aleramo, di cui rimase amica; Nadine Helbig, principessa, affidò ai coniugi Signorelli la gestione dell'ambulatorio infantile in via Morosini. Benché impegnata dalla sua professione di medico, in Ol'ga Signorelli rimase costante l'interesse per la letteratura, sia russa che italiana. La casa dei Signorelli funse da ritrovo per molti intellettuali che allora vivevano a Roma: tra essi Giuseppe Ungaretti e Scipio Slataper, collaboratori de La Voce come Ol'ga Signorelli.
La stessa Ol'ga Signorelli conobbe Eleonora Duse nel 1915 allorché l'attrice si recò a casa sua per assistere a una serata musicale: di Duse Signorelli scrisse una biografia, pubblicata nel 1938. Dopo la prima guerra mondiale, Ol'ga Signorelli lasciò l'attività di medico per divenire traduttrice dal russo, collaborando con Ettore Lo Gatto (direttore di Russia, rivista incentrata sulla letteratura sovietica) e arrivando a conoscere alcuni degli autori che tradusse, tra cui Vjačeslav Ivanovič Ivanov. Svolse anche attività di collezionista, stringendo amicizia con alcuni dei pittori più all'avanguardia nel panorama romano dei primi anni Venti, tra cui vanno ricordati almeno Virgilio Guidi, Filippo de Pisis e Ferruccio Ferrazzi. Dal 1943 fino alla morte, Ol'ga Signorelli frequentò Aurel Milloss, appassionandosi alla danza.

## Opere

### Saggi
- Eleonora Duse, Roma, Signorelli, 1938

### Curatele
- Lettere di pace e di guerra di Eleonora Duse (1913-1922), 1939

### Traduzioni
- Anton Čechov, La steppa, Firenze, La Voce, 1920
- Fëdor Dostoevskij, Cuor debole. Il piccolo eroe, Firenze, La Voce, 1921
- Lev Tolstoj, Dai diari inediti di Tolstoi, «La fiera letteraria», 16 settembre 1926
- Fëdor Dostoevskij, Gli Ossessi, Foligno, Campitelli, 1928
- Fëdor Dostoevskij, Lettere, Lanciano, Carabba, 1928
- Leonid Mаksimovič Leonov, Acqua oscura, «La Stampa», 12 maggio 1929
- Vjačeslav Ivanovič Ivanov, Tumuli, «La Stampa», 5 giugno 1929
- Vjačeslav Ivanovič Ivanov, La moglie del cosacco, «La Stampa», 10 novembre 1929
- Vjačeslav Ivanovič Ivanov, Quando ero fachiro, «La Stampa», 22 febbraio 1930
- Boris Andreevič Pil'njak, Viaggio, «La Stampa», 29 novembre 1929
- Lev Tolstoj, Chadzhi Murat, «Il Convegno», n. 9-10 (1930), pp. 353–362 (con Giovanni Comisso)
- Anton Čechov, Volodja, «Nuova Antologia», 16 luglio 1930
- Valentin Petrovič Kataev, La roba, «La Stampa», 29 settembre 1930
- Konstantin Sergeevič Stanislavskij, Ricordo di Salvini al Teatro Grande di Mosca, «L'Italia Letteraria», 23 ottobre 1930
- Boris Andreevič Pil'njak, Truffatori, «La Stampa», 27 ottobre 1930
- Nikolaj Kolokolov, Miele e sangue, Milano, Mondadori, 1931
- La nuova letteratura sovietica, «L'Italiano», n. 3 (1931) (con Giovanni Comisso)
- Lev Tolstoj, Alla nipotina Vàrenka. Come un'altra bambina Vàrenka divenne grande a un tratto, «Nuova Antologia», 1º aprile 1931.
- Vjačeslav Ivanovič Ivanov, Michail Osipovič Geršenzon, Corrispondenza da un angolo all'altro, Lanciano, Carabba, 1932
- Lev Tolstoj, Carteggio confidenziale con Aleksandra Andreevna Tolstaja, Torino, Einaudi, 1943
- Aleksandr Aleksandrovič Blok, Gli Sciti, «Mercurio» 1945, n. 1 (con Franco Matacotta)
- Sergej Aleksandrovič Esenin, Poesie, Modena, Guanda, 1946 (con Franco Matacotta)
- Tat'jana Suchotina Tolstaja, Leone Tolstoj: dall'infanzia al matrimonio, Milano, Mondadori, 1948